# Ciutadella d'Herat
La Ciutadella d'Herat (en persa: ارگ هرات), també denominada Ciutadella d'Alexandre, i Qala Iktyaruddin, es troba al bell mig de la ciutat d'Herat, a l'Afganistan. Es remunta a l'any 330 abans de la nostra era, quan Alexandre el Gran arribà al que hui és l'Afganistan després de la batalla de Gaugamela. Molts imperis l'han utilitzada com a seu en els darrers dos mil·lennis, i ha estat destruïda i reconstruïda moltes vegades al llarg dels segles.
Aquesta històrica ciutadella se salvà de la demolició en la dècada dels 1950, i fou excavada i restaurada per la UNESCO entre el 1976 i el 1979. Després de dècades de guerres i abandó, la ciutadella començà a ensorrar-se, però en els darrers anys algunes organitzacions internacionals van decidir de reconstruir-la per complet. El Museu Nacional d'Herat és dins la ciutadella, i el Ministeri d'Informació i Cultura de l'Afganistan s'encarrega de tot el recinte.(1)

## Història
Herat, a la fèrtil vall del riu Hari, es fundà en el segle vi abans de la nostra era. Un monticle al nord de la Ciutat Vella, conegut com Kuhandazh, podria ser el lloc del fort que Alexandre el Gran va construir al 330 ae després de conquerir la ciutat aquemènida d'Artacoana o Aria. Després de la marxa d'Alexandre, Herat fou governada per selèucides, parts, kuixans, sassànides, heftalites, omeies, tahírides, safàrides, samànides, seljúcides, gaznèvides i gúrides.

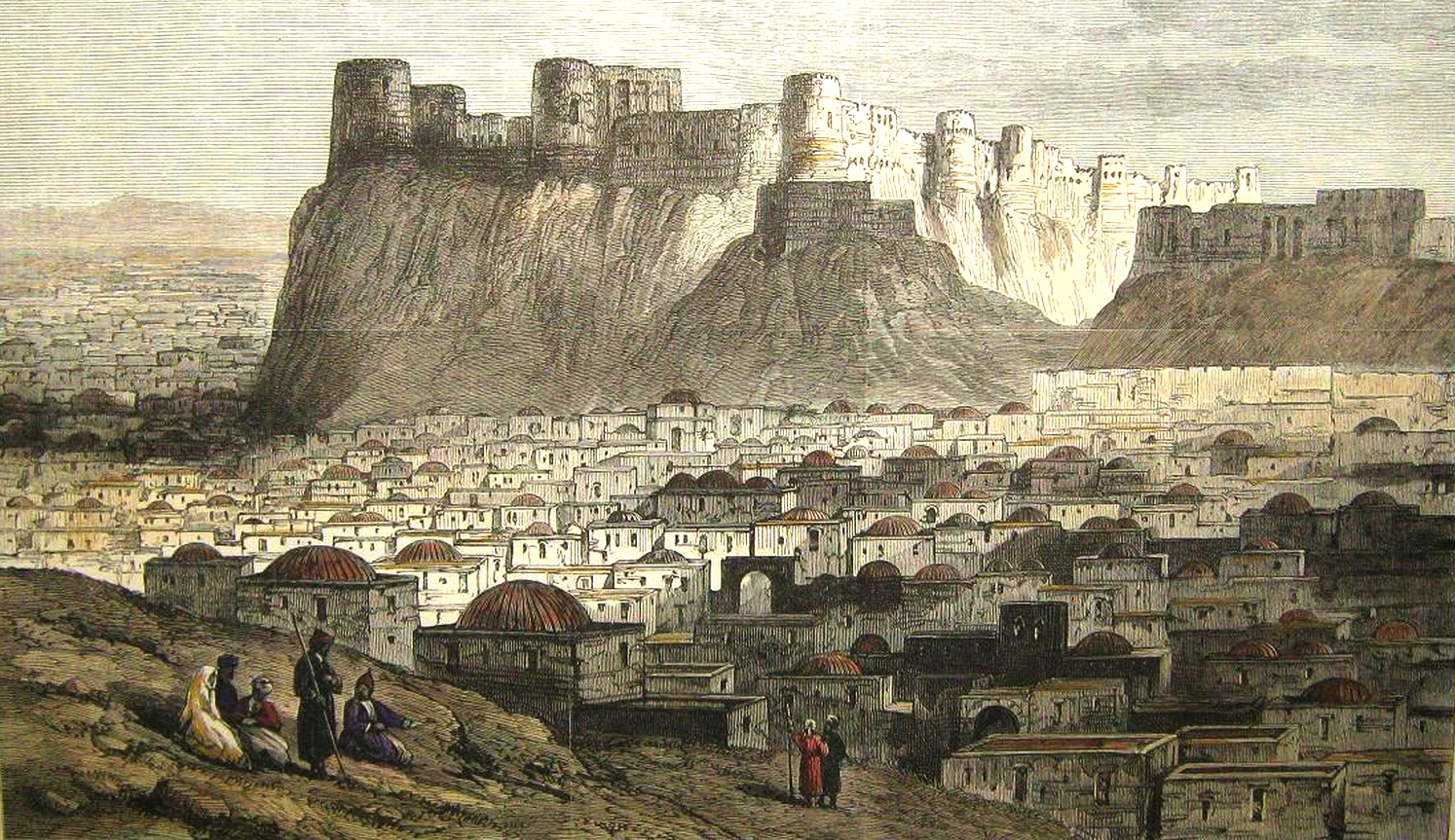
Una pintura del 1879 d'Herat, amb la ciutadella al capdamunt

Situada a mig quilòmetre al sud de Kuhandaz, la ciutat emmurallada descrita pels primers geògrafs àrabs tenia quatre portes que conduïen a la cruïlla d'avingudes comercials i una ciutadella quadrada (qal'a) contigua a la muralla nord. Aquesta ciutadella, que s'ha suggerit com un altre possible lloc per al fort d'Alexandre, es coneix hui com la famosa Ciutadella d'Herat. Herat prosperà amb el comerç de la Ruta de la Seda des del Llevant a l'Índia i la Xina, i esdevingué una ciutat important de la dinastia gúrida el 1175. La ciutat fou totalment destruïda el 1221 per l'exèrcit mongol i reconstruïda pels governadors de la Dinastia Kart que establiren el govern a Herat a mitjan segle xiii.
El kàrtida Amir Fakhr al-Din (r. 1295-1308) el 1299/1300 reforçà les torres, murs, muralles i fossat de la ciutadella, i hi va afegir un maidan a l'oest perquè fes de mesquita a l'aire lliure (idgah). El seu successor Ghiyath al-Din (r. 1308-1329) construí dos palaus dintre la ciutadella, a l'est. Sembla que el nom Ikhtiyar al-Din, que es refereix als recintes oriental i occidental, és el nom d'un emir o comandant militar de Kart. Destruïda per segona vegada per l'exèrcit de Tamerlà (1380), la ciutadella es tornà a reconstruir després que Shah Rukh (r. 1405-1444) traslladàs la capital a Herat i en començàs una etapa de reconstrucció. Va reforçar la ciutadella amb pedra i rajola cuita, i va cobrir-ne l'exterior amb teules vidriades.
La ciutadella s'emprà com a residència reial, tresoreria, presó i arsenal, amb la dinastia Hotaki de l'Imperi durrani en el segle xviii. Va sofrir alguns danys durant la Primera Guerra anglo-afganesa del segle xix. Una ciutadella moderna (Arg-e Herat) es construí al nord a mitjan segle xix per a assumir la funció defensiva. La ciutadella se salvà de la demolició en la dècada dels 1950, i la UNESCO la restaurà entre el 1976 i 1979. Va sofrir més danys durant les darreres dècades de guerres i abandó.

### Restauració recent

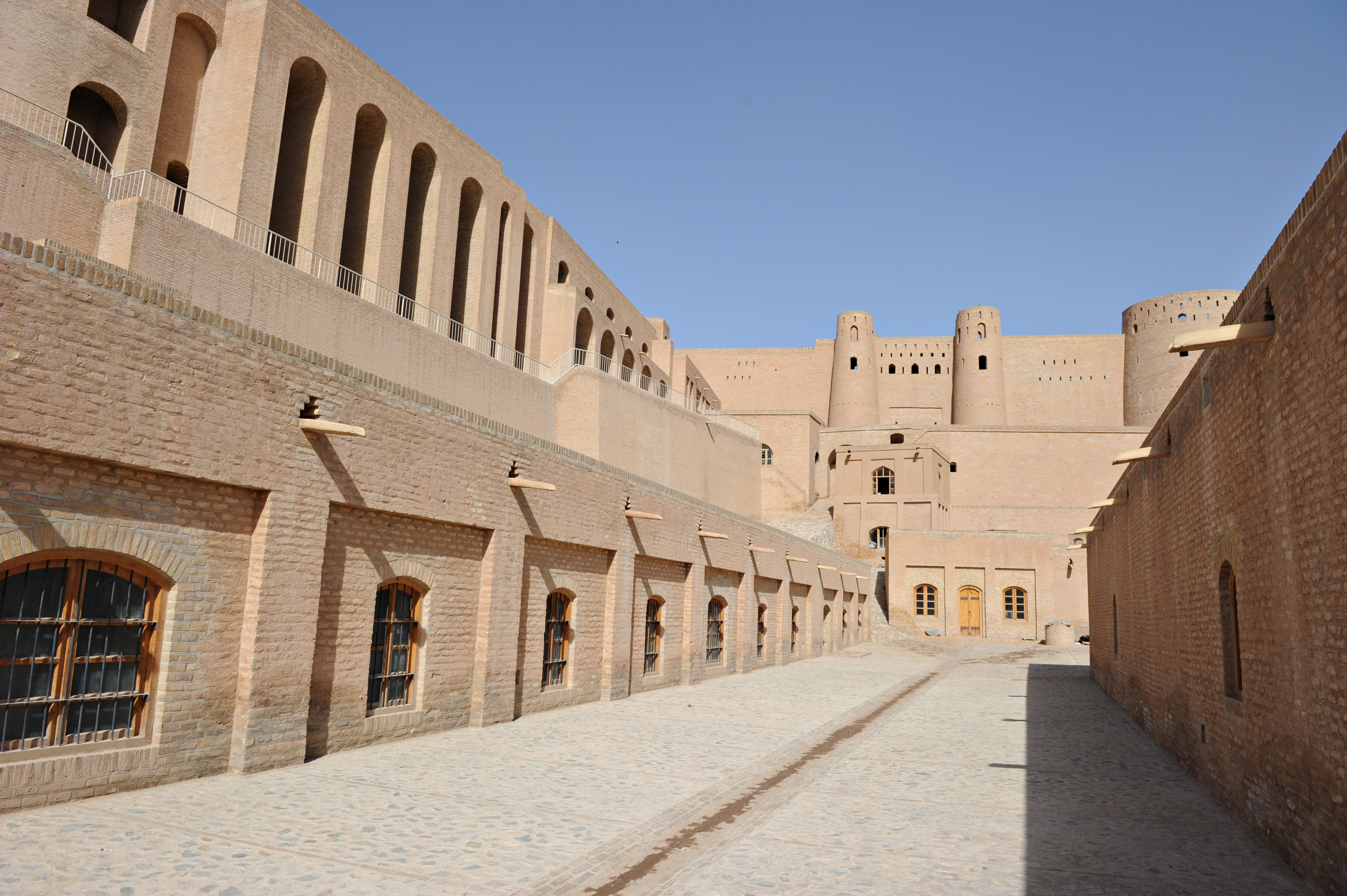
Un carreró dins la ciutadella el 2011

La Ciutadella de Herat fou completament renovada entre el 2006 i el 2011. Conté dos recintes emmurallats. La darrera restauració ocupà centenars d'artesans afganesos i fons de l'Agakan Trust for Culture amb inversió dels governs dels Estats Units i Alemanya.
El conjunt més antic a l'est, que es trobava ple d'enderrocs, s'excavà parcialment en dues estructures del pati. Té una planta si fa no fa rectangular d'uns divuit per quaranta-dos metres, i està protegida amb tretze torres semicirculars, dues de les quals flanquegen una porta orientada a l'oest. També se la denomina Ciutadella Superior, pel seu lloc elevat, i està construïda amb rajola cuita.

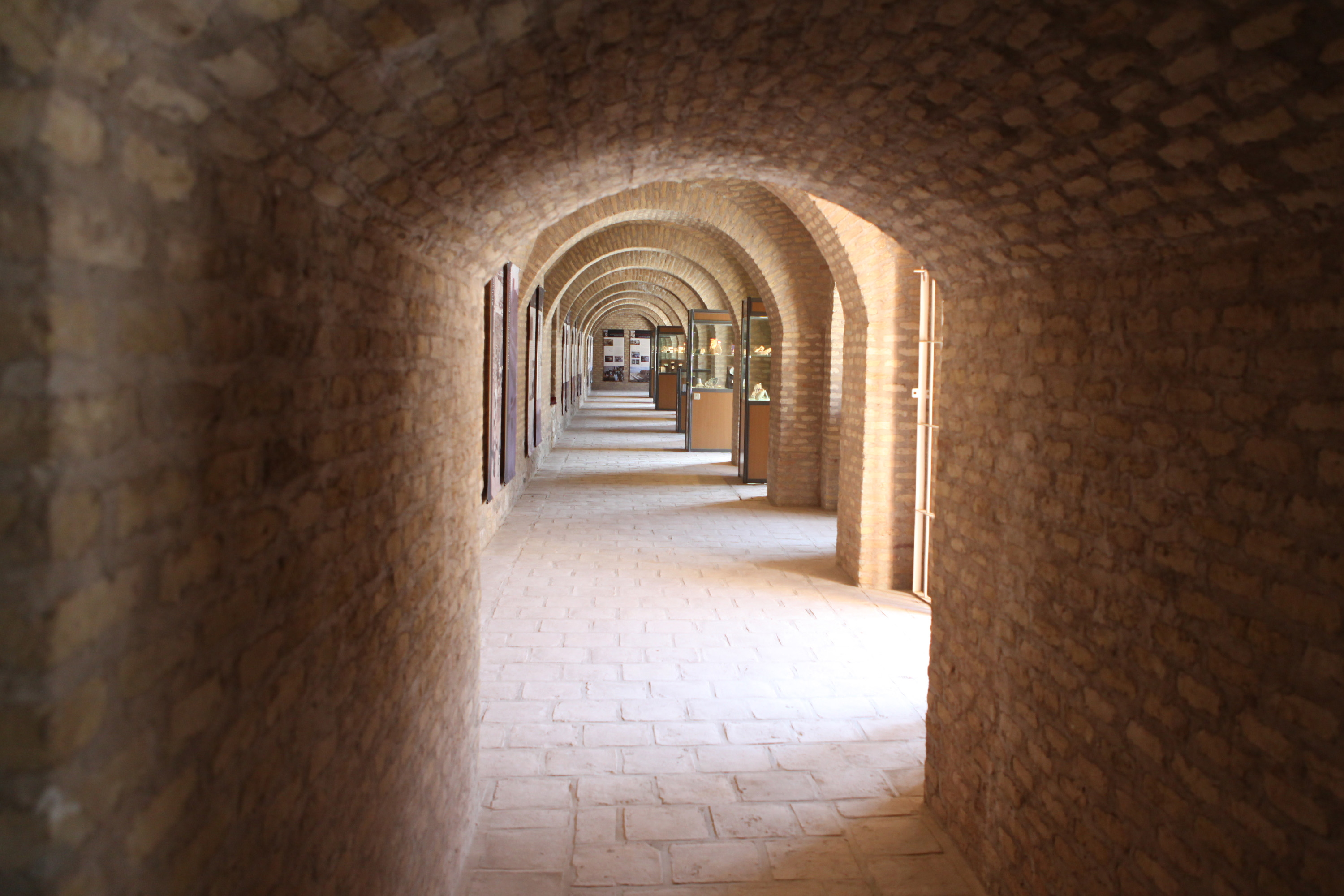
El museu dins de la ciutadella

L'addició kàrtid a l'oest, coneguda com a Ciutadella Inferior, té parets inferiors de rajola cuita i estructures militars del període timúrida. La planta poligonal fa uns vint-i-cinc per seixanta metres amb nou torres circulars, de les quals en sobreviuen sis al llarg dels murs sud i oest. Sembla que l'alta Torre Malik del mur occidental duu el nom d'un kàrtid Malik i conserva segments de la decoració de taulells vidriats timúrides, amb parts d'una banda inscrita cúfica.(5)
A la Ciutadella Inferior s'obrí un Museu Etnogràfic, un Museu Militar, Tallers d'Artesania i un Museu Arqueològic, després de la restauració de la dècada dels 1970, mentre que la Ciutadella Superior es concep com un Museu Arqueològic a l'aire lliure, amb una secció nord reconstruïda com una residència tradicional. Prop de 1.100 objectes de la regió d'Herat s'emmagatzemen al museu de la ciutadella, dels quals 250 estan en exhibició.

En una cerimònia a l'octubre del 2011, l'ambaixador dels Estats Units declarà que: «Fins fa 35 anys, els turistes d'arreu del món venien ací a conéixer el patrimoni, la història i els paisatges nacionals incomparables […] Esperem amb ànsia el dia en què els afganesos i els visitants de tot el món tornen a venir ací per a aprendre la rica història de l'Afganistan i gaudir de la gran hospitalitat i bellesa que aquesta terra i la seua gent tenen per a oferir.» També hi era l'experta afganesa Nancy Dupree i hi va dir: «He estat ací moltes voltes, però llavors s'estava enfonsant […] Açò és impressionant […] Crec que el més emocionant és veure que alguna cosa per fi ha reeixit. He vist tantes coses a mig acabar...»